# ISO 9000
ISO 9000 품질 경영 시스템(ISO 9000 family of quality management systems, QMS) 표준은 조직이 고객 및 기타 이해 관계자의 요구를 충족시키면서 제품 또는 서비스와 관련된 법적 및 규제 요구 사항을 충족 할 수 있도록 지원하도록 설계되었다. ISO 9000은 표준 계열이 기반을 둔 7 가지 품질 관리 원칙을 포함하여 품질 관리 시스템의 기본 사항을 다루고있다. ISO 9001은 표준을 충족하고자하는 조직이 이행해야하는 요구 사항을 다룬다.
제 3 자 인증 기관은 조직이 ISO 9001의 요구 사항을 충족한다는 독립적인 확인을 제공한다. 전 세계적으로 1백만개 이상의 조직이 독립적으로 인증되었으며 ISO 9001은 오늘날 전 세계적으로 가장 널리 사용되는 관리 도구 중 하나로 여겨진다. 그러나 ISO 인증 프로세스는 낭비적이고 모든 조직에 유용하지 않을수있다는 점에서 논란이있다.

## 다른 ISO 경영시스템
- ISO 14001 - 환경경영시스템인증
- ISO 45001 - 안전보건경영시스템인증
- ISO 50001 - 에너지경영시스템인증

## 같이 보기
- PDCA
- 6시그마